# Wirtemberska Tssd
Wirtemberska Tssd – parowóz wąskotorowy wyprodukowany dla wirtemberskich kolei wąskotorowych o rozstawie szyn 750 mm. Wyprodukowano 9 parowozów w zakładach Maschinenfabrik Esslingen. W parowozie zamontowano wózki Malleta umożliwiające pokonywanie ostrych łuków toru. Tylny wózek parowozu był napędzany przez korby Halla w ramie zewnętrznej. Przedni wózek był umieszczony w ramie wewnętrznej. Cylindry parowozu były umieszczone zewnętrznie. Został wycofany z eksploatacji w 1969 roku. Zachowany parowóz jest czynnym eksponatem zabytkowym na kolei wąskotorowej w Ochsenhausen.

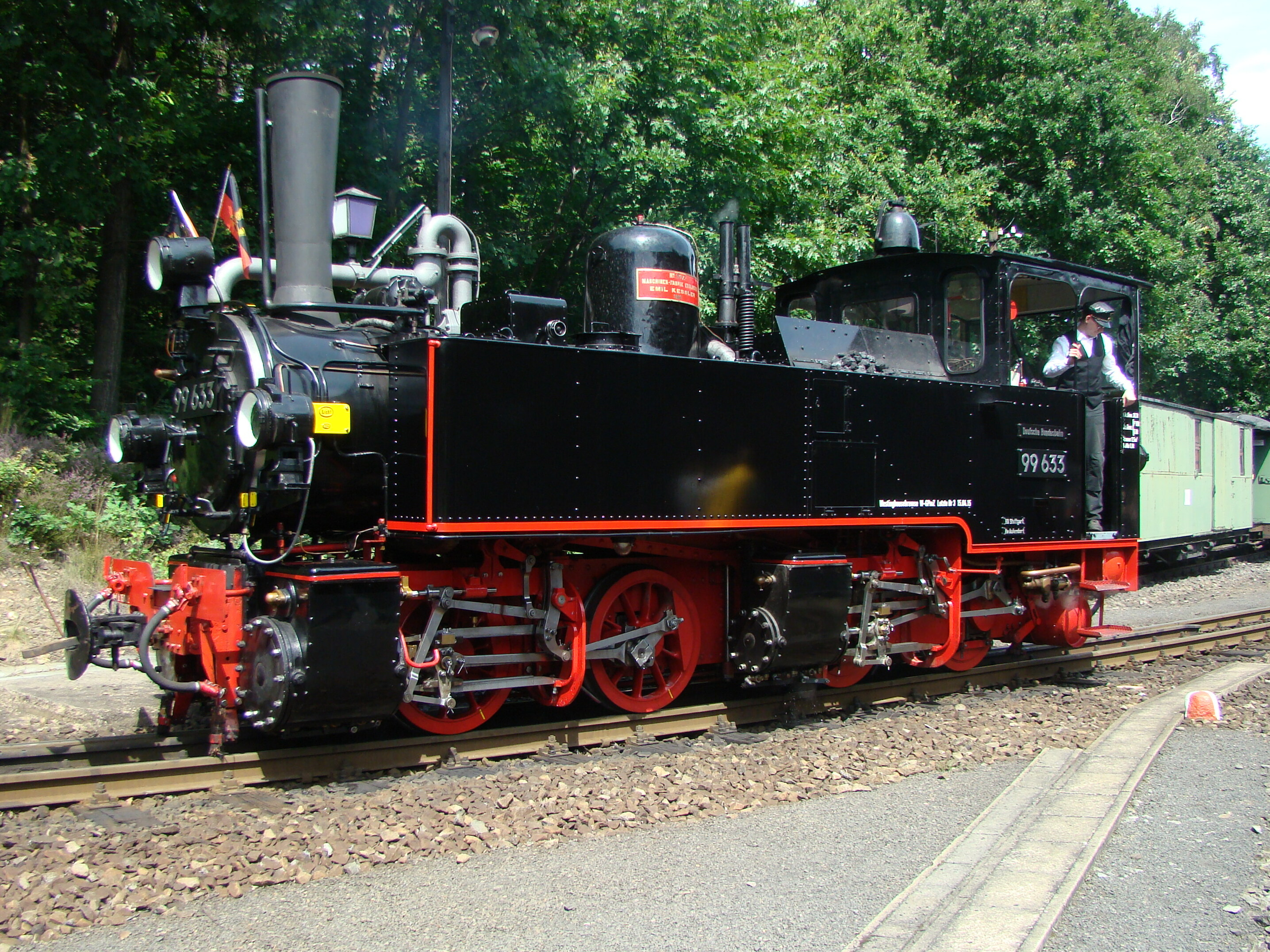
Zachowany parowóz 99 633 w 2021 roku